# Miguel Molina González

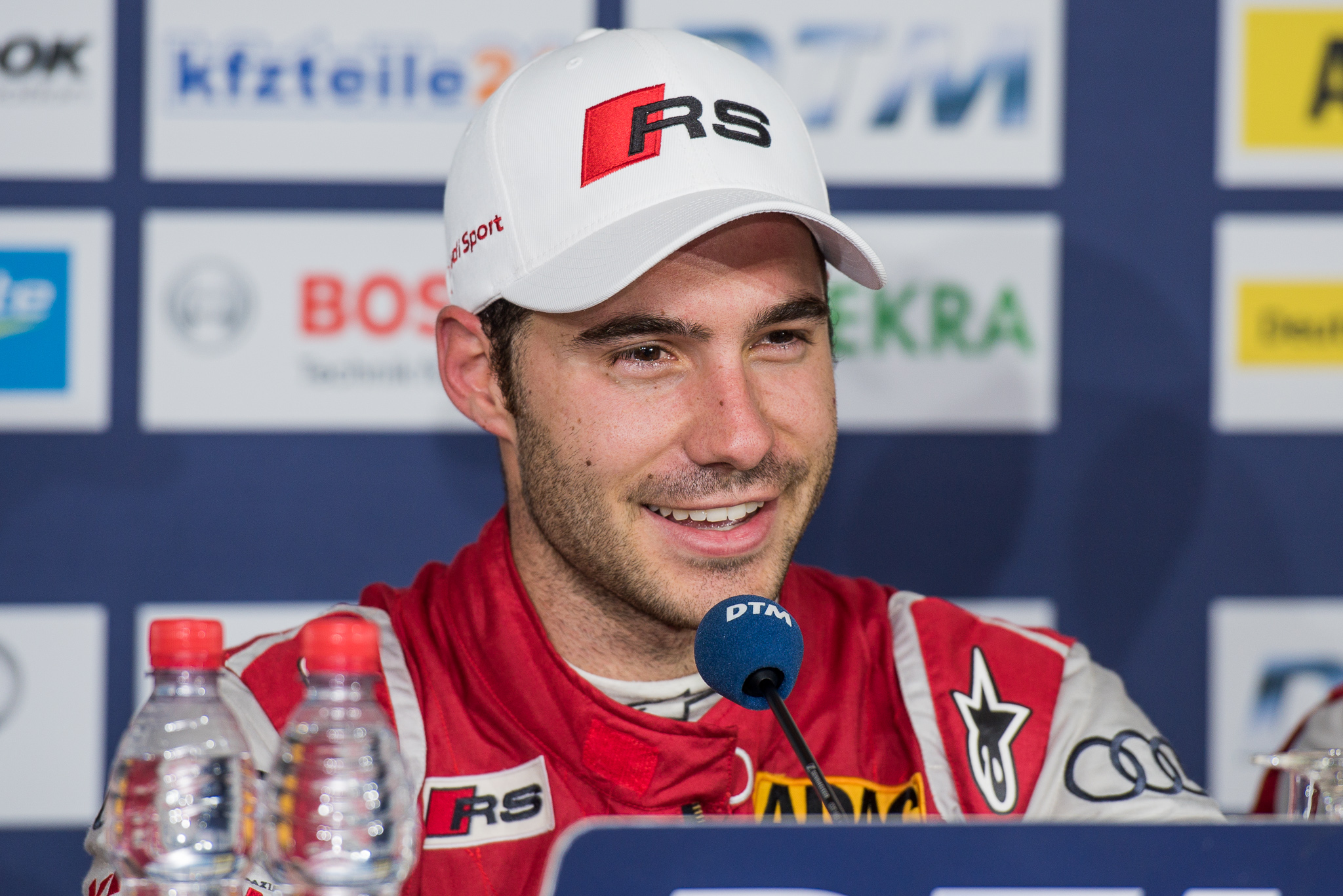
Miguel Molina, 2014

Miguel Molina González (Girona, 17 februari 1989) is een autocoureur uit Spanje en een voormalig deelnemer van het Young Drivers Programme van het Circuit de Catalunya. In 2024 won hij de 24 uur van Le Mans.

## Carrière
- 2004: Spaanse Formule Junior 1600, team onbekend.
- 2005: Eurocup Formule Renault 2.0, team Pons Racing.
- 2006: Spaanse Formule 3 kampioenschap, team Racing Engineering (1 overwinning).
- 2006: Formule Renault 3.5 Series, team GD Racing (6 races).
- 2007: Formule Renault 3.5 Series, team Pons Racing (2 overwinningen).
- 2008: Formule Renault 3.5 Series, team Prema Powerteam (2 overwinningen).
- 2009: Formule Renault 3.5 Series, team Ultimate Motorsport.
- 2009: Superleague Formula, team Al Ain FC (2 races).
- 2010: DTM, team Abt Sportsline.

## Superleague Formula resultaten
| Jaar | Inschrijving | 1      | 2      | 3    | 4    | 5    | 6    | 7    | 8    | 9    | 10   | 11   | 12   | Rang | Punten |
| ---- | ------------ | ------ | ------ | ---- | ---- | ---- | ---- | ---- | ---- | ---- | ---- | ---- | ---- | ---- | ------ |
| 2009 | Al Ain FC    | MAG1 9 | MAG2 4 | ZOL1 | ZOL2 | DON1 | DON2 | EST1 | EST2 | MON1 | MON2 | JAR1 | JAR2 | 19   | 135    |